# Nazionale femminile di calcio della Bielorussia
La nazionale femminile di calcio della Bielorussia è la rappresentativa calcistica femminile internazionale della Bielorussia, gestita dalla locale federazione calcistica (BFF).
In base alla classifica emessa dalla FIFA il 6 marzo 2025, la nazionale femminile occupa il 52º posto del FIFA/Coca-Cola Women's World Ranking.
Come membro dell'UEFA partecipa a vari tornei di calcio internazionali, come al campionato mondiale FIFA, al campionato europeo UEFA, ai Giochi olimpici estivi, all'UEFA Women's Nations League e ai tornei ad invito.

## Storia

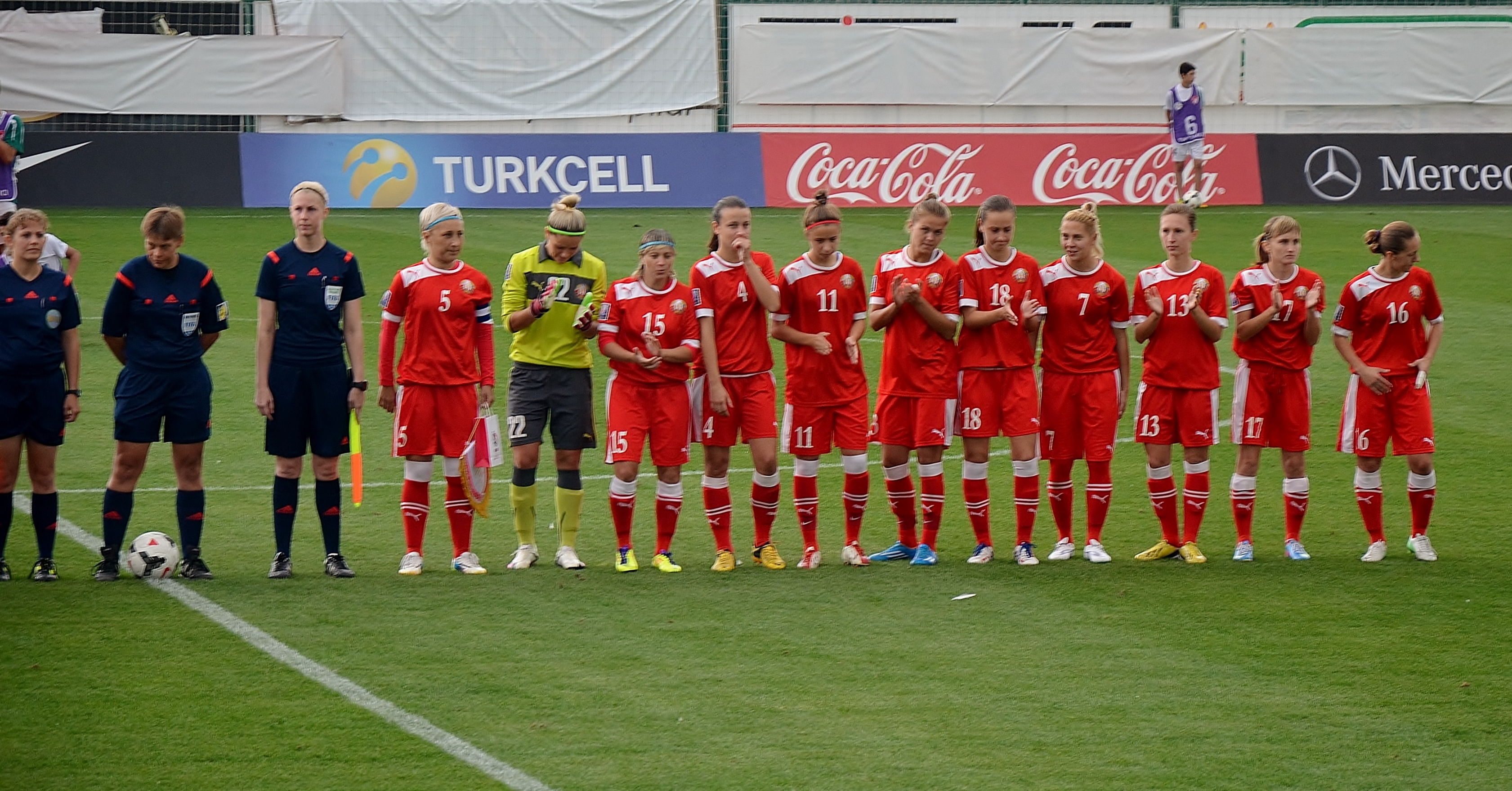
Formazione della Bielorussia per la partita contro la Turchia il 17 settembre 2014.

La nazionale bielorussa giocò la sua prima partita ufficiale il 14 agosto 1991, in occasione di un'amichevole contro la Lettonia a Minsk, due mesi prima dell'esordio ufficiale della nazionale maschile. La partecipazione ad una competizione internazionale giunse nel 1995, quando la squadra prese parte alle qualificazioni al campionato europeo 1997: inserita nel gruppo 6 della classe B delle qualificazioni, che non dava accesso alla fase finale, vinse tre partite e ne perse altrettante. La prima partita fu il 7 ottobre 1995, persa in casa contro la Rep. Ceca, mentre la prima vittoria giunse il 18 maggio 1996 contro la Polonia. La Bielorussia rimase nella classe B delle qualificazioni all'europeo nei successivi due cicli. Quando questa classificazione venne abolita, ossia in occasione delle qualificazioni all'europeo 2009, la squadra venne ammessa direttamente al turno principale, grazie anche alle prestazioni nelle annate precedenti. Analogamente, nelle qualificazioni al campionato mondiale la Bielorussia era inserita nella classe B che non dava accesso alla fase finale del mondiale, eccetto che nelle qualificazioni al mondiale 2007 quando venne inserita nella classe A. Dalle qualificazioni al mondiale 2011 la doppia classe venne abolita e la nazionale bielorussa partecipò al turno principale. Nelle sue partecipazioni la squadra non è riuscita a qualificarsi alle fasi finali né alle fasi play-off del campionato mondiale e del campionato europeo.
Il 3 marzo 2022, a causa del coinvolgimento della Bielorussia nell'Invasione russa dell'Ucraina, il comitato esecutivo dell'UEFA ha stabilito che, nelle competizioni UEFA, tutti i club e le squadre nazionali bielorusse debbano disputare le partite casalinghe in campo neutro e senza spettatori fino a nuova comunicazione.
Nell'edizione inaugurale dell'UEFA Women's Nations League venne inserita nella Lega B, e, concludendo al quarto posto il gruppo 4, venne retrocessa in Lega C. Le qualificazioni al campionato europeo 2025 vennero disputate con un nuovo formato, simile a quello della Nations League e la Bielorussia venne inserita nella Lega C. Concluse il proprio girone al primo posto a punteggio pieno, accedendo agli spareggi. Dopo aver perso 1-8 la gara d'andata contro la Rep. Ceca, pareggiò il ritorno 0-0, mancando l'accesso al secondo turno, ma ottenendo comunque la promozione nella Lega B dell'UEFA Women's Nations League 2025.

## Partecipazioni ai tornei internazionali
Legenda: Grassetto: Risultato migliore, Corsivo: Mancate partecipazioni